# Naoya Senoo
Naoya Senoo (født 15. august 1996) er en japansk fodboldspiller, som spiller for den japanske fodboldklub AC Nagano Parceiro.